# Bill (Bill Cosby)
Bill è un doppio album discografico raccolta di brani comici parlati dell'attore comico statunitense Bill Cosby pubblicato nel 1973 dalla MCA Records. Tutte le tracce presenti nel disco furono accorciate rispetto alle versioni incluse negli album originali.

## Tracce
1. Handball At The "Y" – 3:38
2. "Froofie" The Dog – 4:15
3. Survival – 2:56
4. Fernet Branca – 7:55
5. Wally, Wally – 3:39
6. My Dad's Car – 4:52
7. The Lower Track – 2:13
8. (In Las Vegas) Be Good To Your Wives – 4:03
9. (In Las Vegas) Bill Cosby Fights Back – 4:23
10. Buck Jones – 5:13
11. Bill Cosby's First Baby – 5:17
12. Basketball – 3:20
13. Fat Albert's Car – 5:19
14. Snakes and Alligators – 2:34
15. Track and Field/High Jump – 5:33
16. Ennis' Toilet – 1:31
17. My Brother, Russell – 3:04
18. Masculinity At Its Finest – 5:53